# Arevacs
Els arevacs (en llatí Arevaci en grec antic Ἀρεουάκοι) eren la tribu més poderosa dels celtibers de la província Tarraconense. Vivien al sud dels pelèndons i dels berons i al nord dels carpetans.
El seu nom deriva del riu Areva, un afluent del Durius, probablement l'actual riu Ucero. Vivien al llarg del curs de Duero i arribaven fins a les fonts del Tagus. Plini el Vell diu que tenien sis ciutats: Segontia, Uxama (Osma), Segòvia, Nova Augusta, Termes i Clunia. Numantia (Numància), que Plini diu que era dels pelèndons, va ser també probablement una ciutat dels arevacs. Estrabó i Claudi Ptolemeu parlen de les ciutats de Lagni, Malia, Serguntia o Sargantha, Cesada, Colenda, Miacum, Pallantia, Segida, Arbace, Confluenta, Tucris, Veluca i Setortialacta. A la guerra de Numància (143 aC-133 aC) es van distingir pel seu valor, i sobretot en la defensa de la ciutat, diuen Polibi i Apià.